# Rally van Corsica 1986
De Rally van Corsica 1986, formeel 30ème Tour de Corse - Rallye de France, was de 30e editie van de Rally van Corsica en de vijfde ronde van het wereldkampioenschap rally in 1986. Het was de 152e rally in het wereldkampioenschap rally die georganiseerd wordt door de Fédération Internationale de l'Automobile (FIA). De start en finish waren in Ajaccio.

## Verslag
De rally werd de genadeslag voor de Groep B-klasse. Op de tweede dag verongelukten Henri Toivonen en zijn navigator Sergio Cresto in hun Lancia Delta S4 met fatale gevolgen, op het moment dat het duo leiding had opgebouwd in het klassement. De bizarre omstandigheid in hoe het ongeluk tot stand kwam en wat er uiteindelijk resteerde van het wrak, deed FIA-president Jean-Marie Balestre een spoed-persconferentie geven, waarin vermeld werd dat de Groep B-klasse zou verdwijnen na afloop van het seizoen, en deze te vervangen door de al bestaande Groep A-klasse. Ook de gebeurtenissen eerder dat jaar in Portugal werden in deze beslissing meegenomen. Zonder Lancia werd de rally een dag later hervat, met uiteindelijk een sobere debuut-overwinning voor Peugeot-rijder Bruno Saby, eindigend voor François Chatriot en Yves Loubet als tweede en derde respectievelijk.

## Programma
| Etappe | Datum           | Klassementsproeven | Competitieve afstand |
| ------ | --------------- | ------------------ | -------------------- |
| 1      | Donderdag 1 mei | 11                 | 420,31 kilometer     |
| 2      | Vrijdag 2 mei   | 9                  | 295,91 kilometer     |
| 3      | Zaterdag 3 mei  | 10                 | 423,28 kilometer     |
|        |                 |                    |                      |
| Totaal | Totaal          | 30                 | 1139,50 kilometer    |

## Resultaten
| Algemene top tien | Algemene top tien | Algemene top tien       | Algemene top tien                    | Algemene top tien | Algemene top tien | Algemene top tien | Algemene top tien |
| Pos.              | #                 | Rijder                  | Auto                                 | Gr/kl             | Tijd              | Eerste            | Punten            |
| Pos.              | #                 | Navigator               | Inschrijving                         | C                 | Straftijd         | Vorige            | Punten            |
| ----------------- | ----------------- | ----------------------- | ------------------------------------ | ----------------- | ----------------- | ----------------- | ----------------- |
| 1.                | 5                 | Bruno Saby              | Peugeot 205 Turbo 16 E2              | B12               | 11:52:44          | 0:00              | 20                |
| 1.                | 5                 | Jean-François Fauchille | Peugeot Talbot Sport                 | C                 |                   | =                 | 20                |
| 2.                | 11                | François Chatriot       | Renault 5 Maxi Turbo                 | B12               | 12:06:32          | + 13:48           | 15                |
| 2.                | 11                | Michel Périn            | Société Diac                         | C                 |                   | + 13:48           | 15                |
| 3.                | 14                | Yves Loubet             | Alfa Romeo GTV6                      | A8                | 12:45:59          | + 53:15           | 12                |
| 3.                | 14                | Jean-Marc Andrié        | Yves Loubet                          | A8                |                   | + 39:27           | 12                |
| 4.                | 7                 | Jean Ragnotti           | Renault 11 Turbo                     | A7                | 12:56:12          | + 1:03:28         | 10                |
| 4.                | 7                 | Pierre Thimonier        | Renault Elf Philips                  | C                 |                   | + 10:13           | 10                |
| 5.                | 35                | Jean-Claude Torre       | Renault 5 Turbo                      | B10/11            | 13:02:33          | + 1:09:49         | 8                 |
| 5.                | 35                | Patrick De La Foata     | Jean-Claude Torre                    | B10/11            |                   | + 6:21            | 8                 |
| 6.                | 29                | Paul Rouby              | Renault 5 Turbo                      | B10/11            | 13:03:48          | + 1:11:04         | 6                 |
| 6.                | 29                | Jean-Louis Martin       | Paul Rouby                           | B10/11            |                   | + 1:15            | 6                 |
| 7.                | 38                | Michel Neri             | Renault 5 Turbo                      | B10/11            | 13:08:00          | + 1:15:16         | 4                 |
| 7.                | 38                | Rocky Demadardi         | Michel Neri                          | B10/11            |                   | + 4:12            | 4                 |
| 8.                | 19                | Kenneth Eriksson        | Volkswagen Golf GTI 16V              | A7                | 13:21:21          | + 1:28:37         | 3                 |
| 8.                | 19                | Peter Diekmann          | Volkswagen Motorsport                | C                 |                   | + 13:21           | 3                 |
| 9.                | 47                | Gilbert Casanova        | Talbot Samba Rallye                  | B9                | 13:21:32          | + 1:28:48         | 2                 |
| 9.                | 47                | Philippe Martini        | Gilbert Casanova                     | B9                |                   | + 0:11            | 2                 |
| 10.               | 24                | Christian Gardavot      | Porsche 911 SC                       | B12               | 13:27:40          | + 1:35:56         | 1                 |
| 10.               | 24                | Rémy Levivier           | Christian Gardavot                   | B12               |                   | + 7:08            | 1                 |
| DNF top tien      |                   |                         |                                      |                   |                   |                   |                   |
| Pos.              | #                 | Rijder                  | Auto                                 | Gr/kl             | KP                | Reden             | Reden             |
| Pos.              | #                 | Navigator               | Inschrijving                         | C                 | KP                | Reden             | Reden             |
| WD                | 1                 | Markku Alén             | Lancia Delta S4                      | B12               | 18                | Teruggetrokken    | Teruggetrokken    |
| WD                | 1                 | Ilkka Kivimäki          | Lancia Martini                       | C                 | 18                | Teruggetrokken    | Teruggetrokken    |
| DNF               | 2                 | Timo Salonen            | Peugeot 205 Turbo 16 E2              | B12               | 7                 | Ongeluk           | Ongeluk           |
| DNF               | 2                 | Seppo Harjanne          | Peugeot Talbot Sport                 | C                 | 7                 | Ongeluk           | Ongeluk           |
| DNF               | 3                 | Tony Pond               | MG Metro 6R4                         | B12               | 13                | Nokkenas riem     | Nokkenas riem     |
| DNF               | 3                 | Rob Arthur              | Austin Rover World Championship Team | C                 | 13                | Nokkenas riem     | Nokkenas riem     |
| DNF               | 4                 | Henri Toivonen          | Lancia Delta S4                      | B12               | 18                | Fataal ongeluk    | Fataal ongeluk    |
| DNF               | 4                 | Sergio Cresto           | Lancia Martini                       | C                 | 18                | Fataal ongeluk    | Fataal ongeluk    |
| WD                | 6                 | Miki Biasion            | Lancia Delta S4                      | B12               | 18                | Teruggetrokken    | Teruggetrokken    |
| WD                | 6                 | Tiziano Siviero         | Lancia Martini                       | C                 | 18                | Teruggetrokken    | Teruggetrokken    |
| DNF               | 8                 | Giovanni Del Zoppo      | Fiat Uno Turbo                       | A7                | 10                | Motor             | Motor             |
| DNF               | 8                 | Loris Roggia            | Jolly Club                           | A7                | 10                | Motor             | Motor             |
| DNF               | 9                 | Malcolm Wilson          | MG Metro 6R4                         | B12               | 9                 | Motor brand       | Motor brand       |
| DNF               | 9                 | Nigel Harris            | Austin Rover World Championship Team | C                 | 9                 | Motor brand       | Motor brand       |
| DNF               | 10                | Michèle Mouton          | Peugeot 205 Turbo 16 E2              | B12               | 9                 | Versnellingsbak   | Versnellingsbak   |
| DNF               | 10                | Fabrizia Pons           | Peugeot Talbot Sport                 | C                 | 9                 | Versnellingsbak   | Versnellingsbak   |
| DNF               | 12                | Didier Auriol           | MG Metro 6R4                         | B12               | 1                 | Olielek           | Olielek           |
| DNF               | 12                | Bernard Occelli         | Austin Rover World Championship Team | C                 | 1                 | Olielek           | Olielek           |
| DNF               | 15                | Bertrand Balas          | Alfa Romeo GTV6                      | A8                | 7                 | Differentieel     | Differentieel     |
| DNF               | 15                | Eric Lainé              | Bertrand Balas                       | A8                | 7                 | Differentieel     | Differentieel     |

## Statistieken

#### Klassementsproeven
| Etappe | Datum | KP | Starttijd | Naam                                   | Lengte   | Snelste rijder    | Tijd          | Gem. snelheid | Rallyleider    |
| ------ | ----- | -- | --------- | -------------------------------------- | -------- | ----------------- | ------------- | ------------- | -------------- |
| 1      | 1 mei | 1  | n.b.      | Verghia - Pont de la Masina            | 38,09 km | Bruno Saby        | 24:48         | 92,15 km/u    | Bruno Saby     |
| 1      | 1 mei | 2  | n.b.      | Sainte Marie Sicche - Moca 1           | 23,96 km | Timo Salonen      | 16:09         | 89,02 km/u    | Bruno Saby     |
| 1      | 1 mei | 3  | n.b.      | Petreto - Aullène 1                    | 25,33 km | Henri Toivonen    | 12:55         | 117,66 km/u   | Timo Salonen   |
| 1      | 1 mei | 4  | n.b.      | Zérubia - Sante Giulia                 | 30,60 km | Henri Toivonen    | 17:53         | 102,67 km/u   | Henri Toivonen |
| 1      | 1 mei | 5  | n.b.      | Sartene - Zonza                        | 44,23 km | Henri Toivonen    | 27:18         | 97,21 km/u    | Henri Toivonen |
| 1      | 1 mei | 6  | n.b.      | Aullene - Zivaco                       | 25,33 km | Timo Salonen      | 16:19         | 93,14 km/u    | Henri Toivonen |
| 1      | 1 mei | 7  | n.b.      | Cozzano - Col de la Serra              | 50,84 km | Henri Toivonen    | 34:43         | 87,87 km/u    | Henri Toivonen |
| 1      | 1 mei | 8  | n.b.      | Muracciole - Abbacia                   | 50,00 km | Henri Toivonen    | 33:37         | 89,24 km/u    | Henri Toivonen |
| 1      | 1 mei | 9  | n.b.      | Campo al Quercio - Ponte de Noceta     | 33,63 km | Henri Toivonen    | 19:30         | 103,48 km/u   | Henri Toivonen |
| 1      | 1 mei | 10 | n.b.      | Pont d'Altiani - Ponte Sainte Laurent  | 56,01 km | Henri Toivonen    | 37:36         | 89,38 km/u    | Henri Toivonen |
| 1      | 1 mei | 11 | n.b.      | Ponte Rosso - Borgo                    | 42,29 km | Henri Toivonen    | 29:47         | 85,20 km/u    | Henri Toivonen |
|        |       |    |           |                                        |          |                   |               |               | Henri Toivonen |
| 2      | 2 mei | 12 | n.b.      | Figarella - Cardo                      | 27,90 km | Neutralisatie     | Neutralisatie | Neutralisatie | Henri Toivonen |
| 2      | 2 mei | 13 | n.b.      | Sainte Florent - Col de San Stefano    | 26,81 km | Bruno Saby        | 19:52         | 80,97 km/u    | Henri Toivonen |
| 2      | 2 mei | 14 | n.b.      | Prunelli - San Pancrazio               | 55,67 km | Henri Toivonen    | 40:31         | 82,44 km/u    | Henri Toivonen |
| 2      | 2 mei | 15 | n.b.      | Folelli - Ste Lucie de Moriani         | 18,49 km | Henri Toivonen    | 14:29         | 76,70 km/u    | Henri Toivonen |
| 2      | 2 mei | 16 | n.b.      | Moriani Plage - Orsoni                 | 20,10 km | Henri Toivonen    | 14:18         | 84,34 km/u    | Henri Toivonen |
| 2      | 2 mei | 17 | n.b.      | Campe Militaire Corte                  | 58,14 km | Henri Toivonen    | 39:29         | 88,35 km/u    | Henri Toivonen |
| 2      | 2 mei | 18 | 14:53     | Corte - Taverna                        | 26,70 km | Neutralisatie     | Neutralisatie | Neutralisatie | Henri Toivonen |
| 2      | 2 mei | 19 | n.b.      | Moltifao - Speloncato                  | 38,20 km | Neutralisatie     | Neutralisatie | Neutralisatie | Henri Toivonen |
| 2      | 2 mei | 20 | n.b.      | Corbara - Calenzana                    | 23,90 km | Neutralisatie     | Neutralisatie | Neutralisatie | Henri Toivonen |
|        |       |    |           |                                        |          |                   |               |               | Henri Toivonen |
| 3      | 3 mei | 21 | n.b.      | Norte Dame de la Serra - Pont du Fango | 28,77 km | Bruno Saby        | 17:38         | 97,89 km/u    | Bruno Saby     |
| 3      | 3 mei | 22 | n.b.      | Fango                                  | 48,59 km | Bruno Saby        | 34:23         | 84,79 km/u    | Bruno Saby     |
| 3      | 3 mei | 23 | n.b.      | Sainte Roch - Suaricchio               | 78,19 km | Bruno Saby        | 1:00:42       | 77,29 km/u    | Bruno Saby     |
| 3      | 3 mei | 24 | n.b.      | Tavera - Pont de Mezzana               | 30,57 km | Bruno Saby        | 22:25         | 81,82 km/u    | Bruno Saby     |
| 3      | 3 mei | 25 | n.b.      | Sainte Marie Sicche - Moca 2           | 23,96 km | Bruno Saby        | 17:07         | 83,99 km/u    | Bruno Saby     |
| 3      | 3 mei | 26 | n.b.      | Petreto - Aullène 2                    | 20,03 km | Bruno Saby        | 14:05         | 85,33 km/u    | Bruno Saby     |
| 3      | 3 mei | 27 | n.b.      | Sorbolano - Sante Giulia               | 35,59 km | Bruno Saby        | 23:47         | 89,79 km/u    | Bruno Saby     |
| 3      | 3 mei | 28 | n.b.      | Calvese - Agosta Plage                 | 38,69 km | Bruno Saby        | 25:37         | 90,62 km/u    | Bruno Saby     |
| 3      | 3 mei | 29 | n.b.      | Plaine de Peri - Capiglioli            | 35,73 km | Bruno Saby        | 26:16         | 81,62 km/u    | Bruno Saby     |
| 3      | 3 mei | 30 | n.b.      | Liamone - Suaricchio                   | 83,16 km | François Chatriot | 1:07.19       | 74,12 km/u    | Bruno Saby     |

| KP overwinningen  | KP overwinningen |
| Rijder            | Aantal           |
| ----------------- | ---------------- |
| Henri Toivonen    | 12               |
| Bruno Saby        | 11               |
| Timo Salonen      | 2                |
| François Chatriot | 1                |

## Kampioenschap standen

#### Rijders
|    | Pos. | Rijder           | Pnt. |
| -- | ---- | ---------------- | ---- |
| =  | 1    | Juha Kankkunen   | 36   |
| =  | 2    | Markku Alén      | 27   |
| 16 | 3    | Bruno Saby       | 26   |
| 1  | 4    | Henri Toivonen   | 20   |
| 1  | 5    | Joaquim Moutinho | 20   |

#### Constructeurs
|   | Pos. | Constructeur          | Pnt. |
| - | ---- | --------------------- | ---- |
| 1 | 1    | Peugeot Talbot Sport  | 67   |
| 1 | 2    | Lancia Martini        | 51   |
| = | 3    | Audi Sport            | 29   |
| 1 | 4    | Volkswagen Motorsport | 28   |
| 1 | 5    | Toyota Team Europe    | 20   |

- Noot: Enkel de top 5-posities worden in beide standen weergegeven.